# فرهنگ (روزنامه)

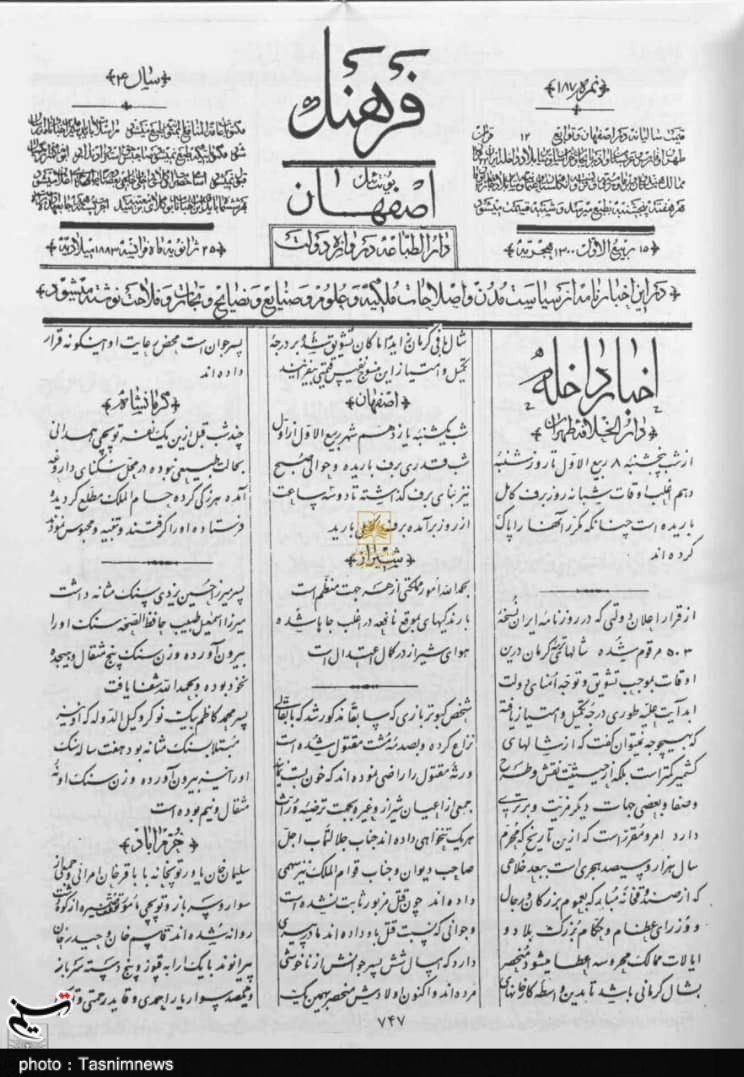
روزنامه فرهنگ

فرهنگ نخستین روزنامه‌ای بود که در عصر قاجار به زبان فارسی در اصفهان منتشر شد. این روزنامه از سال ۱۲۵۷ خورشیدی (۱۲۹۶ قمری) تا سال ۱۲۶۹ (۱۳۰۸ قمری) منتشر شد. گهگاه به صورت هفتگی منتشر می‌شد. مالکیت این روزنامه متعلق به میرزا تقی‌خان کاشانی بود.